# Les Pinedes de l'Armengol
Les Pinedes de l'Armengol és una urbanització que pertany al terme municipal de la Torre de Claramunt (Anoia), a la província de Barcelona. Té un cens de prop de 1500 habitants i es tracta d'una de les més grans urbanitzacions de Catalunya.

## Història
Originalment el vessant de la muntanya estava coberta de bosc mixt format per alzinar i rouredes fins que el conreu intensiu la vinya i la necessitat de llenya per mantenir els forns de calç el va substituir per bosc de pi blanc que van créixer de forma abundant a les feixes abandonades de vinya. La urbanització es va crear a principis de la dècada de 1960 al voltant de la Font de l'Armengol i el roure centenari de les Pinedes de l'Armengol en un entorn natural de muntanya i amb gran quantitat de parcel·les i cases utilitzades bàsicament com a segona residència, destaquen en aquesta urbanització cases amb arquitectura del tipus pirinenc.

## Ubicació
La seva situació geogràfica contrasta amb tots els municipis en uns kilòmetres al voltant, atès que se situa entre 500 i 700 metres sobre el nivell de la mar.

## Festa Major
La Festa Major té lloc anualment durant els dies 8, 9, 10 i 11 d'agost.